# Mikołaj Janiszewski
Mikołaj Janiszewski (ur. 21 kwietnia?/4 maja 1910 w Berdyczowie, zm. 20 lutego 1976) – generał major Armii Czerwonej, czasowo pełniący służbę w ludowym Wojsku Polskim.

## Życiorys
Syn polskiego szewca Marcina i Agaty z d. Malinowskiej. Po ukończeniu w 1928 10-letniej szkoły sowieckiej wstąpił do Armii Czerwonej. W 1932 skończył Szkołę Dowódców Łączności w Kijowie i został dowódcą plutonu, a potem dowódcą kompanii. 1934-1938 studiował w Elektrotechnicznej Akademii Łączności w Leningrad, po czym został inżynierem, majorem i dowódcą batalionu 2 Pułku Łączności. Wkrótce mianowany podpułkownikiem. 
Po wybuchu wojny niemiecko-sowieckiej 1941 został dowódcą pułku łączności 8 Armii, później zastępcą szefa łączności 8 Armii Frontu Leningradzkiego. W marcu 1942 ranny pod Leningradem, w czerwcu 1943 skierowany do Polskich Sił Zbrojnych w ZSRR. Został komendantem partyzanckiej podoficerskiej szkoły łączności podlegającej Polskiemu Sztabowi Partyzanckiemu. Od czerwca 1944 komendant Szkoły Młodszych Dowódców Łączności, a w marcu 1945 został komendantem Szkoły Podoficerskiej dla Specjalistów Radiowych przy Departamencie Łączności MON w Łodzi. W czerwcu 1945 mianowany pułkownikiem WP. Od 1 kwietnia 1946 szef wydziału łączności Dowództwa Okręgu Wojskowego nr II, od 28 marca 1947 kierował wydziałem w Departamencie Łączności MON. Od sierpnia 1947 wykładowca łączności w Akademii Sztabu Generalnego WP w Rembertowie, od marca 1949 komendant Oficerskiej Szkoły Łączności w Zegrzu. Od 1950 w Wojskowej Akademii Technicznej. 31 maja 1954 mianowany generałem majorem Armii Radzieckiej przez Prezydium Rady Ministrów ZSRR. W WP służył do 7 listopada 1954, potem wrócił do ZSRR.

## Odznaczenia
- Krzyż Oficerski Orderu Odrodzenia Polski (1947)
- Złoty Krzyż Zasługi (1946)
- Srebrny Krzyż Zasługi (1945)
- Krzyż Partyzancki (1946)
- Medal za Warszawę 1939–1945
- Srebrny Medal „Siły Zbrojne w Służbie Ojczyzny” (1953)
- Order Czerwonej Gwiazdy (dwukrotnie w 1942)
- Order Wojny Ojczyźnianej II stopnia (1944)
- Medal „Za zasługi bojowe” (1942)
- Medal „Partyzantowi Wojny Ojczyźnianej” (1944)
- Medal „Za obronę Leningradu” (1942)

I inne.